# Brachychiton megaphyllus
Brachychiton megaphyllus är en malvaväxtart som beskrevs av G.P. Guymer. Brachychiton megaphyllus ingår i släktet Brachychiton och familjen malvaväxter. Inga underarter finns listade i Catalogue of Life.

## Bildgalleri

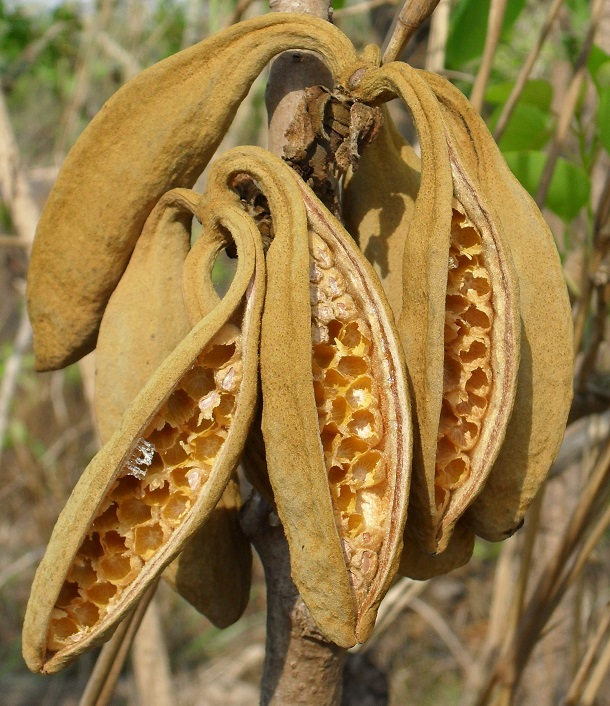
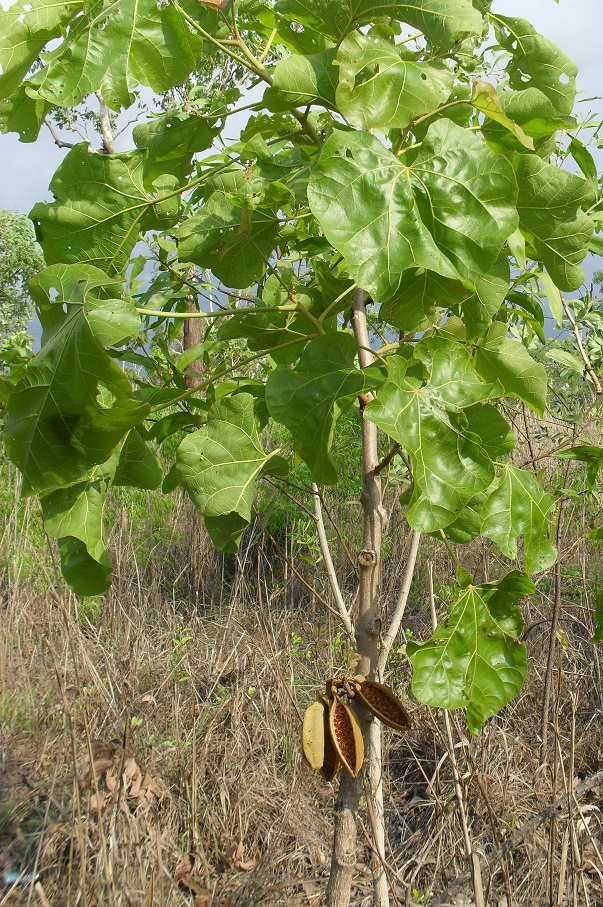